# Menhir du Grand Coudray
Le menhir du Grand Coudray est un menhir situé à Chantrigné, dans le nord du département de la Mayenne, dans l'Ouest de la France. Il se dresse non loin du lieu-dit le Grand Coudray, au nord-ouest de la commune, à une cinquantaine de mètres de la rivière Mayenne et en bordure d'une petite route de desserte locale, sur un terrain privé. D'une hauteur de 1,08 mètre, il a été classé monument historique le 29 juin 1976,.

### Articles connexes

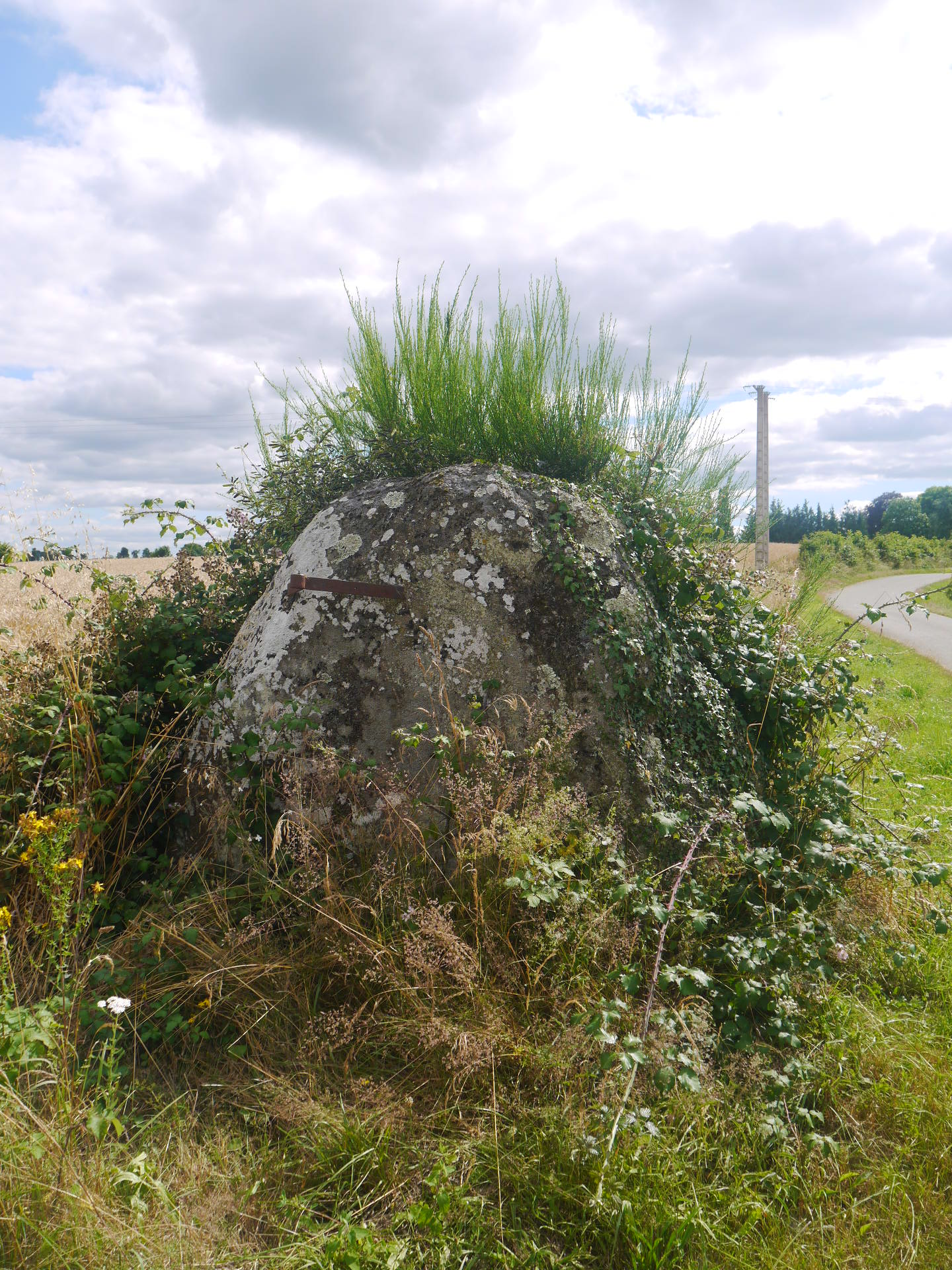
Le menhir en 2016.